# Selaginella arbusculoides
Selaginella arbusculoides är en mosslummerväxtart som beskrevs av John William Moore. Selaginella arbusculoides ingår i släktet mosslumrar, och familjen mosslummerväxter. Inga underarter finns listade i Catalogue of Life.